# Henning Stensrud
Henning Stensrud (né le 20 août 1977) est un ancien sauteur à ski norvégien.

## Palmarès

### Jeux Olympiques
| Épreuve / Édition | Nagano 1998 |
| Petit Tremplin    | 23e         |
| Grand Tremplin    | 38e         |
| Par Equipes       | 4e          |

### Championnats du monde
| Épreuve / Édition | Épreuve / Édition | Lahti 2001 |
| Grand Tremplin    | Grand Tremplin    | 8e         |
| Par Equipes       | PT                | 8e         |
| Par Equipes       | GT                | 7e         |

### Championnats du monde de vol à ski
| Épreuve / Édition | Oberstdorf 1998 | Vikersund 2000 | Kulm 2006 |
| Individuel        | 4e              | 20e            | 17e       |

### Coupe du monde
- Meilleur classement final: 15e en 1998.
- Meilleur résultat: 4e.